# Мартірій Єрусалимський
Мартирій Єрусалимський був Патріархом Єрусалимським з 478 по 486 рр. Народився в Каппадокії (нинішня Туреччина) в першій половині п'ятого століття. Провівши деякий час у Лаврі Євфимія в 457 році нашої ери, він жив як відлюдник у сусідній печері. Пізніше, вступивши в сан, Мартирій служив священиком храму Гробу Господнього в Єрусалимі. Він став Патріархом Єрусалимським у 478 році і служив до 486 року. Вважається, що в цей час він побудував монастир уздовж дороги з Єрихону в Єрусалим, який носить його ім'я.